# Феђерник (Бихор)
Феђерник (рум. Fegernic) насеље је у Румунији у округу Бихор у општини Сарби. Oпштина се налази на надморској висини од 141 m.

## Становништво
Према подацима из 2002. године у насељу је живело 366 становника.

### Попис2002.
| Расподела становништва по националности 2002.‍ | Расподела становништва по националности 2002.‍ | Расподела становништва по националности 2002.‍ | Расподела становништва по националности 2002.‍ | Расподела становништва по националности 2002.‍ |
| --------------------------------------------- | --------------------------------------------- | --------------------------------------------- | --------------------------------------------- | --------------------------------------------- |
|                                               |                                               |                                               |                                               |                                               |
| Румуни                                        | Румуни                                        |                                               | 256                                           | 69,9%                                         |
| Мађари                                        | Мађари                                        |                                               | 48                                            | 13,1%                                         |
| Словаци                                       | Словаци                                       |                                               | 62                                            | 16,9%                                         |